# Liolaemus laurenti
Liolaemus laurenti — вид ігуаноподібних ящірок родини Liolaemidae. Ендемік Аргентини.

## Поширення і екологія
Liolaemus laurenti мешкають на заході Аргентини, в провінціях Катамарка, Ла-Ріоха, Сан-Хуан і Мендоса. Вони живуть по краях піщаних дюн, на висоті від 800 до 1100 м над рівнем моря. Відкладають яйця.